# Horsham St Faith
Horsham St Faith – wieś w Anglii, w hrabstwie Norfolk, w dystrykcie Broadland. Leży 7 km na północ od Norwich i 163 km na północny wschód od Londynu.